# Törlspitze
Törlspitze är en bergstopp i Österrike.   Den ligger i distriktet Lienz och förbundslandet Tyrolen, i den centrala delen av landet, 300 km väster om huvudstaden Wien. Toppen på Törlspitze är 2 919 meter över havet.
Terrängen runt Törlspitze är huvudsakligen bergig. Runt Törlspitze är det ganska glesbefolkat, med 26 invånare per kvadratkilometer.. 
Trakten runt Törlspitze består i huvudsak av gräsmarker.